# Tadeusz Szymon Miszewski
Tadeusz Szymon Miszewski herbu Lubicz – sędzia ziemski wyszogrodzki w latach 1766–1775, cześnik wyszogrodzki, podstarości wyszogrodzki i sędzia grodzki wyszogrodzki w 1764 roku.
Jako marszałek sądu kapturowego ziemi wyszogrodzkiej był elektorem Stanisława Augusta Poniatowskiego w 1764 roku z ziemi wyszogrodzkiej. Poseł na Sejm Rozbiorowy (1773–1775) z ziemi wyszogrodzkiej.